# Elisabeth Bik
Elisabeth Margaretha Harbers-Bik (nascida em 1966) é uma microbiologista holandesa e consultora de integridade científica. Bik é conhecida por seu trabalho detectando manipulação de fotos em publicações científicas, e identificando mais de 4.000 casos potenciais de conduta de pesquisa imprópria, incluindo 400 artigos de pesquisa publicados por autores de uma "fábrica de pesquisa" na China. Bik é a fundadora do Microbiome Digest, um blog com atualizações diárias sobre pesquisas de microbiomas, e do blog Science Integrity Digest.
Bik recebeu o Prêmio John Maddox de 2021 por "trabalho notável que expõe ameaças generalizadas à integridade da pesquisa em artigos científicos".

## Carreira

#### Setor público
Depois de receber seu doutorado, Bik trabalhou para o Instituto Nacional Holandês de Saúde Pública e Meio Ambiente e para o Hospital St. Antonius em Nieuwegein, onde organizou o desenvolvimento de novas técnicas moleculares para identificação de agentes infecciosos.